# Tillandsia sigmoidea
Tillandsia sigmoidea är en gräsväxtart som beskrevs av Lyman Bradford Smith. Tillandsia sigmoidea ingår i släktet Tillandsia och familjen Bromeliaceae. Inga underarter finns listade i Catalogue of Life.